# Lista dos deputados estaduais da 6.ª legislatura de Santa Catarina (1907–1909)
Lista dos deputados estaduais de Santa Catarina - 6ª legislatura (1907 — 1909).
| Nº | Deputado                                 |
| -- | ---------------------------------------- |
| 1  | Antônio Pereira da Silva e Oliveira      |
| 2  | Dorval Melquíades de Sousa               |
| 3  | Francisco Margarida                      |
| 4  | Antônio Pinto da Costa Carneiro          |
| 5  | João Pinho                               |
| 6  | Eugênio Luís Müller                      |
| 7  | José Bonifácio da Cunha                  |
| 8  | Lúcio Antônio Caldeira                   |
| 9  | Manuel Tiago de Castro                   |
| 10 | Luís Abry                                |
| 11 | Emílio Blum                              |
| 12 | Francisco Ferreira de Albuquerque        |
| 13 | Alexandre Ernesto de Oliveira            |
| 14 | Joaquim Davi Ferreira Lima               |
| 15 | João Cabral de Melo                      |
| 16 | Henrique de Almeida Valga                |
| 17 | José Joaquim Córdova Passos              |
| 18 | José Fernandes Martins                   |
| 19 | João Nepomuceno Manfredo Leite           |
| 20 | Pedro Ferreira e Silva                   |
| 21 | Celso Bayma                              |
| 22 | Francisco Tavares da Cunha Melo Sobrinho |

Tendo sido criados pela Lei No. 727 mais dois lugares de deputados ao Congresso Representativo do Estado e tendo-se dados três vagas com as renúncias de Henrique de Almeida Valga e de José Bonifácio da Cunha e falecimento de Alexandre Ernesto de Oliveira, foram eleitos em 21 de junho de 1908 cinco novos deputados:
- Sebastião da Silva Furtado
- Alfredo Raimundo Richard
- Carlos Luís Büchele
- Henrique Rupp Júnior
- Gustavo Lebon Régis

No decurso da sessão legislativa morre o deputado Antônio Pinto da Costa Carneiro. Para sua vaga foi eleito em 18 de outubro de 1908 José Johanny.